# Wolfgang Bernhardi
Wolfgang Adolf Bernhardi (* 31. März 1840 in Meuselwitz; † 1. Juni 1896 in Berlin) war ein deutscher Schriftsteller und Herausgeber von Zeitschriften. Sein jüngster Sohn Friedrich Otto Ludwig Richard, der 1886 geboren wurde, wurde 1901 von seinem Vetter Friedrich von Bernhardi adoptiert.

Titelblatt zu 1871

Titelillustration zu Die Wollarbeiterin

## Leben
Bernhardi entstammte einer berühmten Familie. Sein Großvater war der Gymnasialdirektor und Konsistorialrat August Ferdinand Bernhardi, der mit Ludwig Tiecks Schwester Sophie Bernhardi verheiratet war. Sein Vater war der Shakespeare-Forscher und Novellist Wilhelm Bernhardi. Bernhardi besuchte das Gymnasium und die Universität zu Berlin. Er war Autor von Erzählungen, Romanen und Volksstücken und gab die Wochenblätter Berliner Theater-Punsch (1863), Berliner Punsch (1866–67) und Bernhardi’s Journal heraus, das seit 1878 unter dem Titel Berliner Wochenblatt erschien. Einige seiner Schriften wie Der Fluch der Armuth und Die Wollarbeiterin lieferten realistische Schilderungen der Lebensverhältnisse der Armen. Seine Bücher wurden zum Teil im Kolportagebuchhandel vertrieben, was zur Folge hatte, dass nur wenige Exemplare seiner Schriften erhalten sind. Einige Schriften Bernhardis, die in zeitgenössischen Buchhandelsverzeichnissen nachgewiesen sind, sind in den heutigen Bibliotheken unauffindbar, so etwa die Opernparodie Die Afrikanerin in Meseritz. 
Sein Grab befindet sich auf dem Alten St.-Jakobi-Friedhof in Berlin-Neukölln.
In Bibliothekskatalogen werden vier Werke eines Wolfgang Bernhardi aufgeführt, die von einem anderen Verfasser (W. Bernhardi) stammen: Der Uranismus (1882), Robert Greene's Leben und Schriften (1874), Pathologie und Therapie des diabetes mellitus (1881) und Hundswuth und Wasserscheu (1881).

## Werke
Romane und Erzählungen
- 1871 oder Die Opfer der Parteiwuth. Roman aus der Diplomaten-, Jesuiten- und Freimaurerwelt der Gegenwart. Döring, Berlin (ohne Jahr)[5]
- Die Spree-Piraten oder Berlin vor 100 Jahren. Romantisches Sittengemälde. Berlin 1867, 2 Bände.
- Die vornehmen Sünder. Characteristisches Sittengemälde. Berlin 1867.
- Die Wollarbeiterin. Ein Sittenbild der Gegenwart. Langmann & Co., Berlin 1870.
- Prinz Peter Napoleon vor dem höchsten Gerichtshofe zu Tours. Berlin 1870.
- Die Heiligen und ihr unheiliges Thun im Jahre des Heils 1869. Langmann, Berlin 1870. (Digitalisat)
- Die "Gründer" von Berlin, oder: Das Geheimniß des Grafen Weidenfels. Döring, Berlin 1870. (Digitalisat)
- Der Roman einer Kunstreiterin. Langmann,  Berlin 1870.
- Die Schlachtenbummler. Berlin 1870.
- Das Volksbuch vom Grafen Bismarck. Bergmann, Berlin 1870. (Digitalisat der 3. Aufl.)
- Bis ins dritte und vierte Glied. Roman aus der Gegenwart. Berlin 1870.
- Berlin im Keller und im ersten Stock. Ein Berliner Sittengemälde. Berlin 1870.
- Berlin arm und reich. Romantisches Lebensbild. Berlin 1870.
- Der König der Bauernfänger. 2. Aufl. Berlin 1872.

Theaterstücke, Coupletsammlungen
- Finette oder die Perle des Ballets. Berlin (ohne Jahr) Digitalisat der Uni-Bibliothek Frankfurt a. M.
- Das Kind. Schwank in 3 Akten. Hecht, Berlin (ohne Jahr)
- Materialienverwalter Kutschke. Soloscene für 1 Herrn. Ißleib (Schuhr), Berlin (ohne Jahr)
- Das hohe Lied von der Krinoline. (Parodie auf Schiller's: "Lied an die Freude"). Fastnachtsscherz zur Gemüthsergötzung für Jedermann und jede Frau. Lembcke, Hamburg 1859.
- Die Liebe und die vier Jahreszeiten. Berlin: Bloch, Berlin 1862.
- Hamburger Leierkasten. Original-Couplets und Bänkellieder. Berendsohn, Hamburg 1863. Digitalisat
- Die Afrikanerin in Meseritz. Große phantastische Oper von Scribefax mit Musik von Beyermeer und verbindendem Text. Mecklenburg, Berlin 1866.[6]
- Schulze und Müller als siamesische Zwillinge oder: Ich bin Ihnen sehr verbunden. Komisches Trauerspiel. 2. Auflage, Berlin 1870.
- Schulze und Müller auf dem Concil in dem römischen Keller. Zeitgemäße Humoreske. Bergmann, Berlin 1870.
- Er hat die erste Keile weg! Dramatische Satire. Berlin, Selbstverlag (Langmann in Kommission) 1870.
- Humoristischer Talisman. Komische Vorträge in Poesie und Prosa. Original-Piecen. Langmann, Berlin um 1870.
- Die Waisen. Volksstück mit Gesang in 6 Bildern. Verlag der Volksbuchhandlung, Berlin 1884.
- Nadermann. Schwank mit Gesang in 1 Act. Schlesinger, Berlin 1884.
- Patschmeier & Co. oder Die Erbschaft. Original-Volksstück mit Gesang in 3 Akten und 6 Bildern. Verlag der Volksbuchhandlung, Berlin 1884.